# Château de Seeburg
Pour les articles homonymes, voir Seeburg, Seeburg (Basse-Saxe) et Jeziorany.
Le château de Seeburg est un château de style Renaissance situé  dans l'arrondissement de Mansfeld-Harz-du-Sud, en Saxe-Anhalt. Il reprend l'emplacement d'un château fort plus ancien, mentionné dans le terrier de Hersfeld et détenu par les comtes de Mansfeld.

## Histoire

### Historiographie

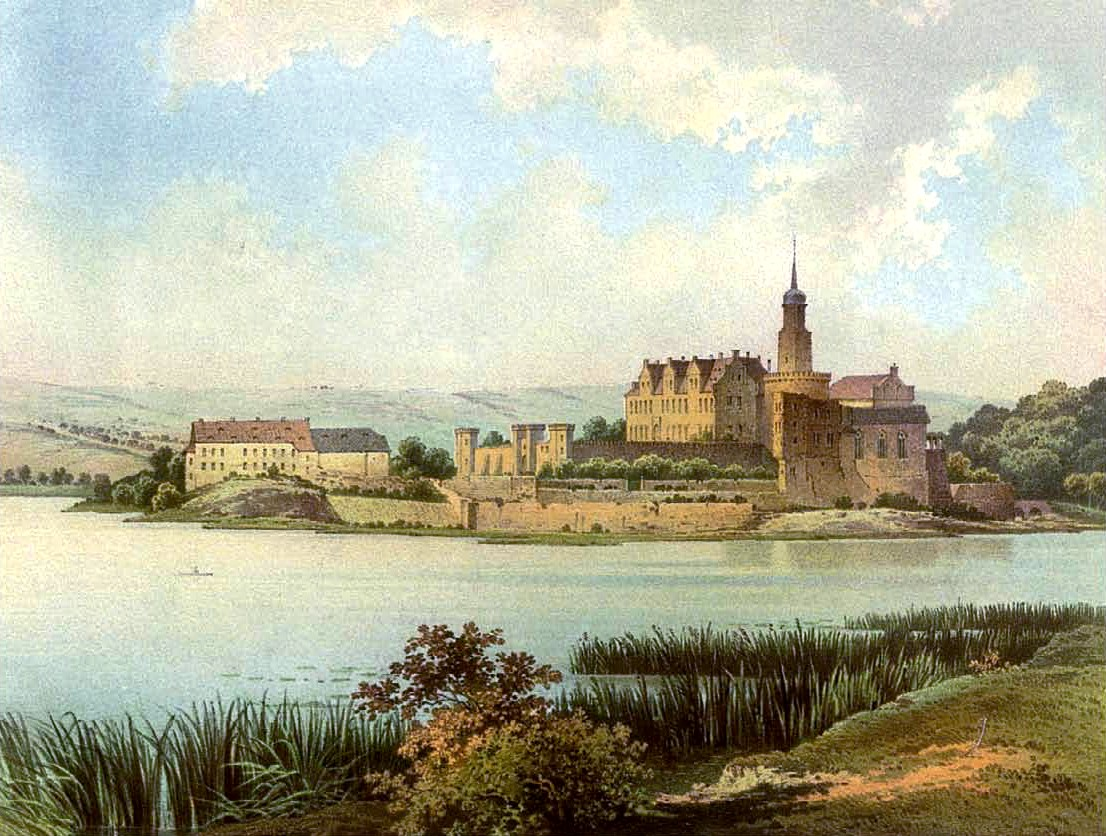
Le château de Seeburg vers 1860 (coll. Alexander Duncker).

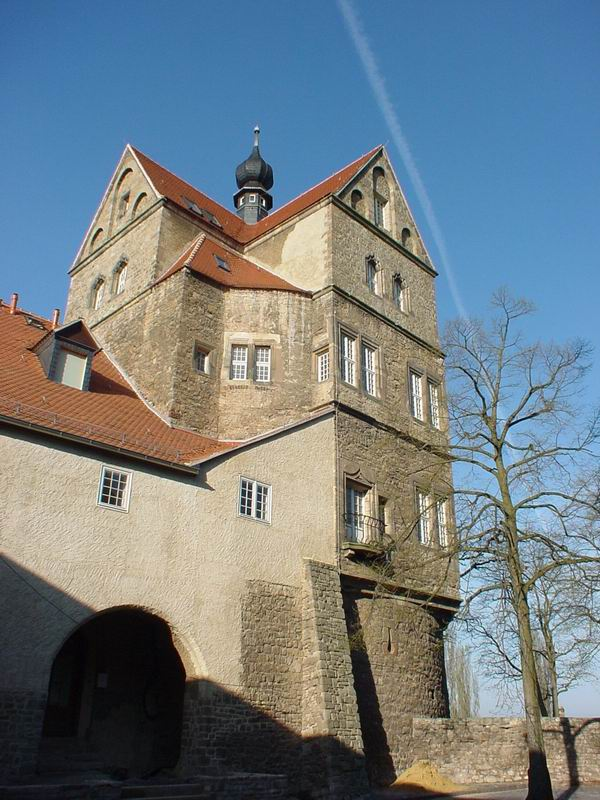
Le château de Seeburg et la tour des veuves vue de la basse-cour.

Le château de Seeburg sur les bords du lac Süssen a longtemps été confondu avec le château d'Hoohseoburg (Hocseburg, Ocsioburg etc.) mentionné à plusieurs reprises dans les années 740. Carloman, le fils de Charles Martel, avait entrepris en 743 une campagne militaire à travers l'actuelle Ostphalie et s'était emparé à cette occasion du fort de Hoohseoburg, une importante forteresse du prince saxon Théodoric, fait prisonnier. Ce dernier dut verser tribut pour sa libération. Ayant repris en 744 les armes  contre l'autorité franque, il fut de nouveau vaincu et le fort de Seeburg fut certainement rasé.
Ce contexte confortait l'idée selon laquelle toutes les places fortes mentionnées dans le terrier de Hersfeld avaient été intégrées au royaume franc au cours du VIIIe siècle. Et l'hypothèse du médiéviste Walter Schlesinger, selon laquelle cette centurie serait à identifier avec la dîme des laïcs de Hochseegau versée en 780 à l'abbaye de Hersfeld, semblait en apporter une confirmation supplémentaire. Mais en 1964, Schlesinger lui-même avait pris ses distances avec plusieurs de ses anciennes théories : ainsi il revenait sur l'étymologie du Hassegau, qu’il interprétait comme Hochseegau (pays du lac). L'absence de tout vestige archéologique du VIIIe siècle ainsi que la distance considérable avec les batailles opposant à l'époque les Francs aux Saxons, suscitaient déjà un scepticisme croissant sur l'identification de Seeburg avec le fort saxon de Hoohseoburg.
Dès 1927, dans le cadre des fouilles archéologiques de Hünenburg sur le Heeseberg, dans les environs de Watenstedt, des vestiges du VIIIe siècle ont été retrouvés sur le site, attestant de la localisation de Hoohseoburg. Il est donc désormais hautement vraisemblable que le fort saxon de Hoohseoburg soit plutôt à identifier avec ce château fort du cœur du pays saxon, plutôt qu'avec le château fort de Seeburg sur le lac Süssen.

### Les débuts

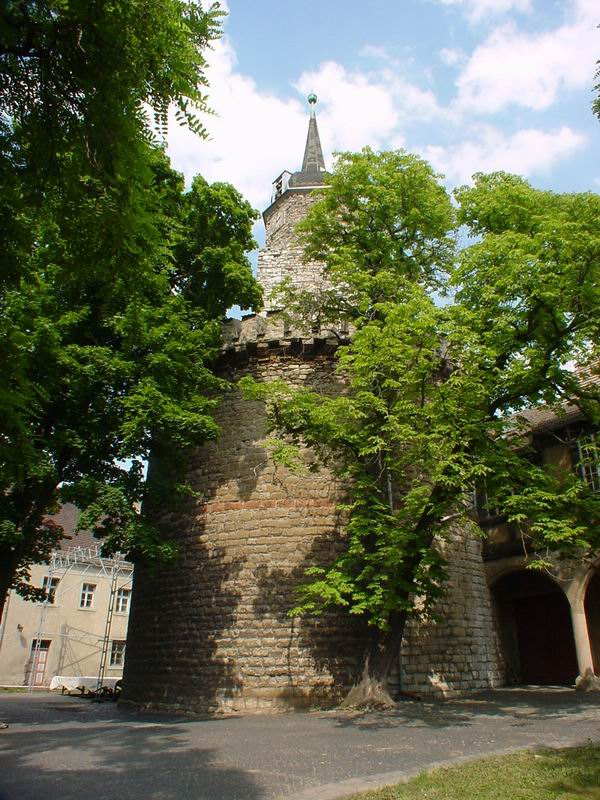
Le beffroi.

La meilleure source d'information sur l'histoire du château fort est le terrier de Hersfeld, qui mentionne Seeburg à la fin du IXe siècle, et même un comte de Seeburg, Chrétien (né vers 1016 - mort avant 1067) en 1036. C'était le fils de Gebhard Ier de Querfurt, un seigneur important de la région. Chretien est le premier de sa dynastie à porter le titre de comte, sans doute par son mariage avec la famille bavaroise des comtes de Gleiss. Chrétien aurait commencé la construction de l'aile ouest du vieux château de Volksburg. Son donjon revêtu d'une muraille haute de près de six mètres a été construit sous le règne de son fils Wichmann Ier vers 1080 (H. Wäscher). Les autres corps de logis : le palais, la chapelle et la première enceinte, sont aussi certainement l’œuvre de ce prince.
Le cousin de Wichmann Ier, Wichmann II de Seeburg (vers 1116–1192), était le membre le plus éminent de la famille. Il fut élu archevêque de Magdebourg en 1152. Il joua un rôle politique considérable lors des campagnes d'Albert l'Ours et d'Henri le Lion contre les Slaves. Avec l'archevêque de Cologne, il fut le prince le plus influent du Saint Empire.

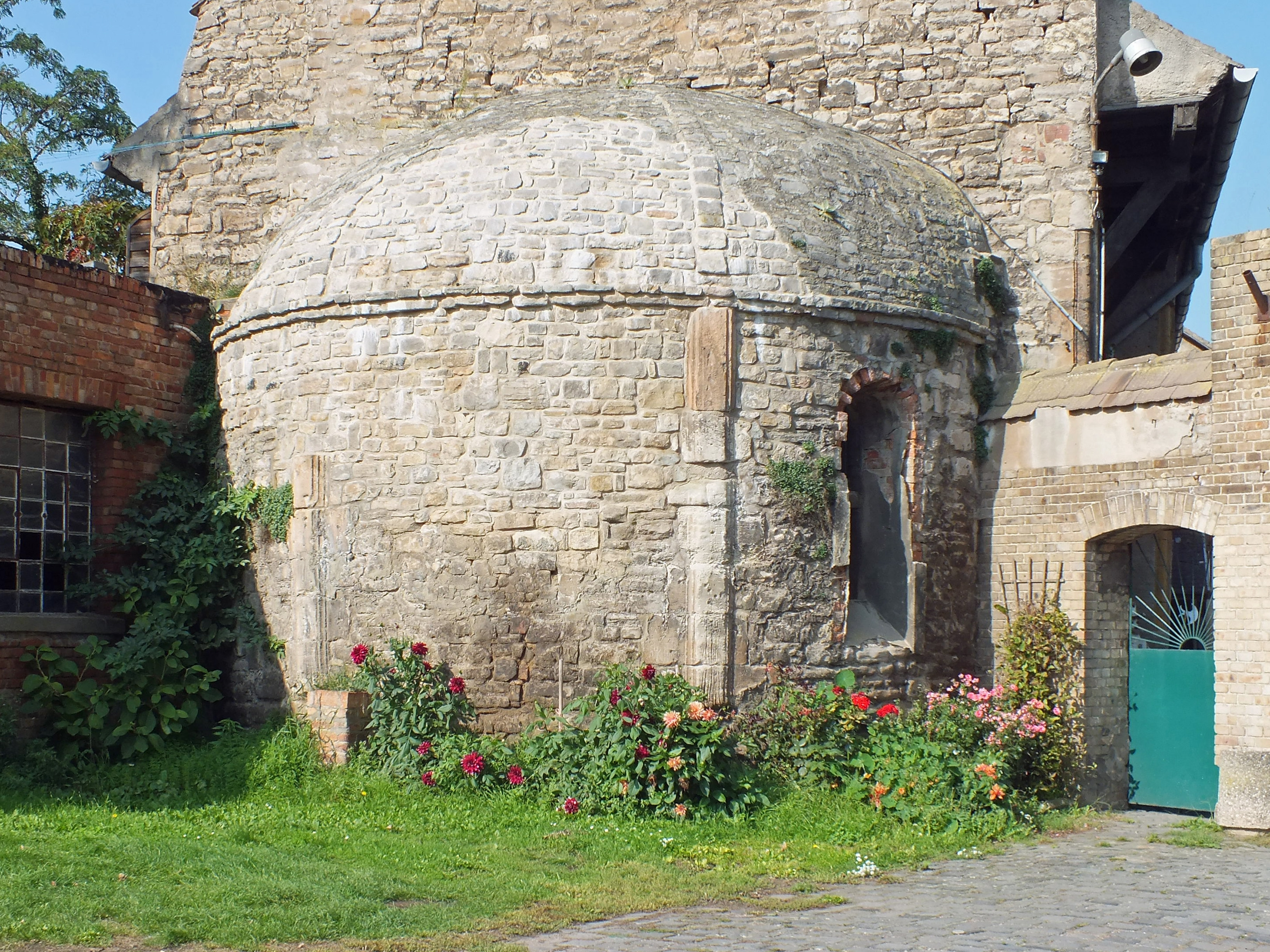
Abside de la collégiale de Wichmann II.

Le château de Seeburg connut d'importantes extensions sous son règne avec le doublement des remparts, les tours de flanquement et la Maison Bleue, sorte de palais épiscopal, et la grande porte. La collégiale, édifiée à l'extrémité ouest de la presqu’île, est fondée en 1172 par Wichmann. Elle abrite, outre l'autel, divers logements. À l'extrémité sud-est du château, une nouvelle entrée est aménagée, avec un châtelet.

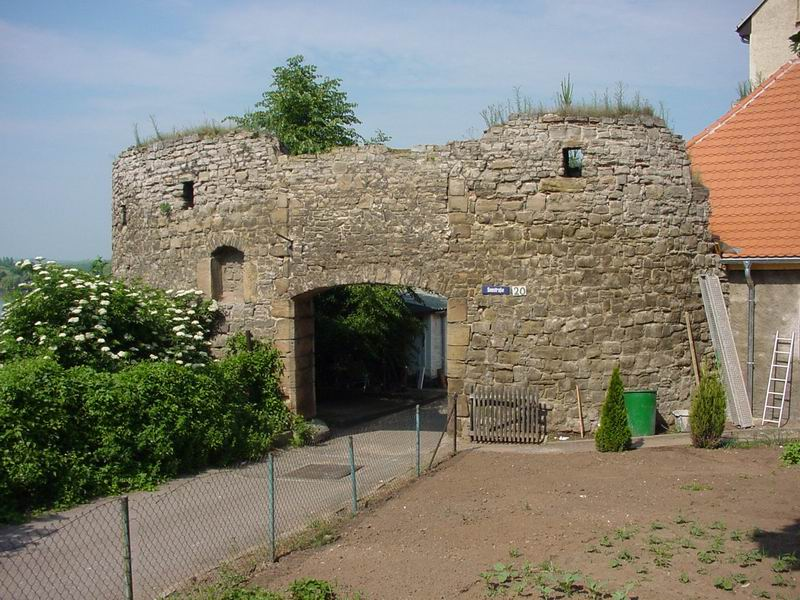
La grande porte du XVe siècle.

L'évêque Wichmann fit donation du château au diocèse de Magdebourg entre 1182 et 1184  ; son frère Conrad Ier venait alors de mourir et le fils de ce dernier, Conrad II de Seeburg, était entré dans les ordres. Il sera abbé des chanoines de Seeburg.
En 1287, Burchard IV de  Mansfeld racheta aux chanoines la seigneurie de Seeburg. Sous le règne des comtes de Mansfeld, le château fort devint l'un des plus beaux châteaux du Gothique international. Dans la seconde moitié du XVe siècle, il fut doté d'une seconde enceinte flanquée de tours et d'un châtelet. La basse cour et la Tour des Veuves étaient alors destinées à abriter l'artillerie.

### De la Renaissance auxXIXesiècle

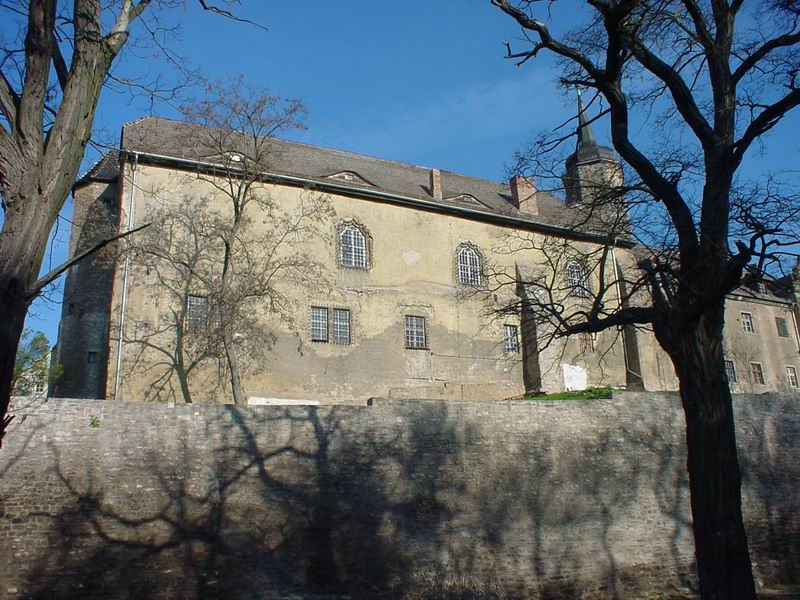
Aile des Mansfeld.

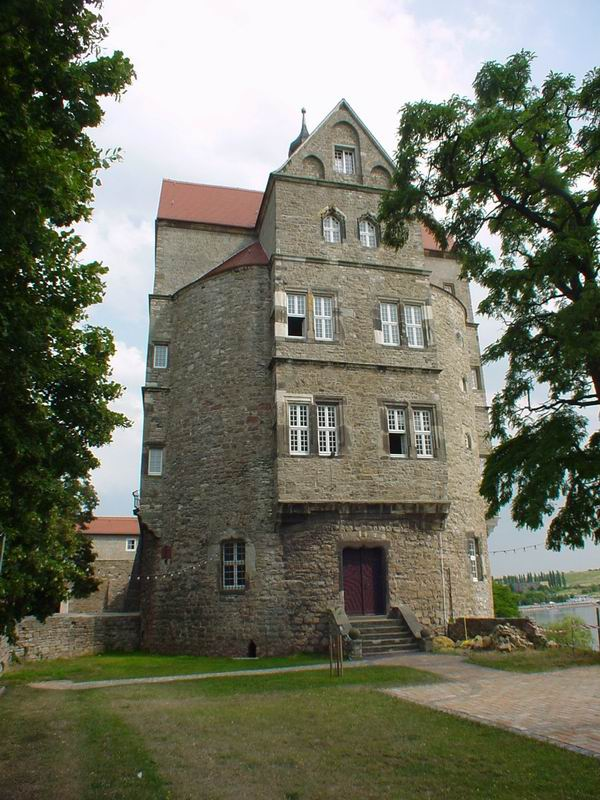
La tour des veuves.

En 1501, le château fort avait échu au comte Gebhard VII de Mansfeld-Mittelort. Comme tous les seigneurs de Mansfeld, c'était un prince bâtisseur et il fit aménager cette forteresse médiévale en manoir. Entre 1515 et 1518, l'ancienne salle comtale fut rehaussée d'un étage pour accueillir une salle de banquet de 9,5 × 30 m. La tour des veuves fut transformée pour recevoir des logements dans les étages. Ces travaux ne sont pas étrangers aux difficultés financières des comtes de Mansfeld, qui aboutirent en 1570 à la confiscation du titre de comte. En 1591 ils durent vendre la principauté de Seeburg aux comtes de Hahn. À la fin du XVIe siècle, le donjon est en partie démoli et rehaussé du beffroi actuel. La Neue Haus qui occupe les ailes nord et ouest de la première enceinte a été construite en 1665 dans le style baroque.
La branche de Seeeburg des comtes de Hahn s'éteint en 1780 et leurs héritiers, les comtes von Geusau, vendent plus tard cette terre aux comtes d'Ingenheim. Au XIXe siècle, les anciens appartements épiscopaux (Blaue Gebäude) sont rasés et les remblais utilisés pour le comblement des fossés afin d'aménager une nouvelle chaussée à travers la basse-cour du châtelet.
Les comtes d'Ingenheim revendent le château, déjà profondément délabré, en 1880 à la famille Wendenburg. En 1923, Erich Wendenburg charge l'architecte Paul Schultze-Naumburg de restaurer entièrement l'édifice dans le style néo-gothique.

### Période contemporaine
Dès le mois d’octobre 1933, les nazis firent du château l'école des Gauführer du Gau Halle-Merseburg. Dans le cadre de la réforme agraire, la famille Wendenburg fut expulsée en 1945 par l'occupant soviétique et dut même s'enfuir pour éviter l'emprisonnement. Une partie du château fut convertie en école professionnelle, et la Tour des Veuves devint une auberge de jeunesse. Lors de la Réunification allemande, et contrairement aux autres familles expulsées entre 1945 et 1949, la République Fédérale n'a pas rétabli les titres de la famille Wendenburg, mais a revendu les terrains à des investisseurs étrangers. En vertu de la Loi sur l'indemnisation de 1994, les Wendenburg ont toutefois pu récupérer les biens meubles.
Depuis la fin des années 1990, le château est une propriété privée à usage polyvalent : il héberge un camp de vacances, et des aménagements comme le vignoble Schloss Seeburg et le Schloss-Café. Un grand chemin de promenade a été tracé au bord du lac. Grâce au vignoble, comprenant les vignes de Höhnstedt (Höhnstedter Kelterberg) et de Seeburg (Seeburger Himmelshöhe) le château fait partie du circuit des vins des lacs de Mansfeld et du Vignoble de Saale-Unstrut. L'abside de la collégiale a permis de l'inscrire sur l’Itinéraire de l'art roman.

## Voir également
- Orangerie de Seeburg
- Château de Seeburg
- Vignoble Schloss Seeburg
- Les terrasses de Seeburg
- Documentation sur le Château de Seeburg (PDF; 226 kB) tirée du fonds d'Alexander Duncker